# Наровчатська сільська рада
Наровча́тська сільська рада (рос. Наровчатский сельский совет) — сільське поселення у складі Наровчатського району Пензенської області Росії.
Адміністративний центр — село Наровчат.

## Населення
Населення — 4067 осіб (2019; 4668 в 2010, 4954 у 2002).

## Склад
До складу сільської ради входять:
| Населений пункт | Населення, осіб (2002) | Населення, осіб (2010) |
| --------------- | ---------------------- | ---------------------- |
| Мелюковка, село | 376                    | 338                    |
| Наровчат, село  | 4398                   | 4199                   |
| Шиловка, село   | 180                    | 131                    |